# Don't It Make My Brown Eyes Blue
"Don't It Make My Brown Eyes Blue" is een nummer van de Amerikaanse countryzangeres Crystal Gayle uit 1977.

## Achtergrond
"Don't It Make My Brown Eyes Blue" werd geschreven door de Amerikaanse songwriter Richard Leigh, die ook de drie voorgaande singles van Gayle had geschreven. Deze singles hadden elk de top 10 van de Hot Country Songs-hitlijst behaald. In eerste instantie zou Leigh "Don't It Make My Brown Eyes Blue" aanbieden aan Shirley Bassey, maar Gayle's vaste producer Allen Reynolds wist hem ertoe te overtuigen het in plaats daarvan aan Gayle aan te bieden.
Het nummer werd op 27 oktober 1976 opgenomen in de studio in Nashville. Sessiemuzikant Hargus Robbins was ingehuurd en hij bedacht tijdens de opnames de kenmerkende akoestische pianomelodie van het nummer.
Het nummer is gecoverd door Laura Fygi, Anita Meyer, the Nolans, Dolly Parton, Wendy Van Wanten en Dana Winner. Een Franstalige cover ("Un peu de bleu") werd opgenomen door Mireille Mathieu, die later ook een Duitstalige versie ("Tränen Würden Mir Nicht Stehn") opnam. Een andere Franstalige cover ("Mes yeux bleus sont gris") werd door Michèle Torr op plaat gezet.

## Hitlijsten
De single van Gayle werd een internationale hit en ook de grootste hit voor zowel Leigh als Gayle. In de Verenigde Staten stond het vier weken lang bovenaan de Billboard country music chart en haalde het de tweede plek in de Billboard Hot 100. Ook in Canada werd het een nummer-1 hit, en in Ierland, Nederland (single top 100), Nieuw-Zeeland en het Verenigd Koninkrijk werd de top 10 behaald. In 1978 won Gayle een Grammy Award voor 'Best Female Country Vocal Performance'. Volgens de Amerikaanse uitgeversorganisatie ASCAP is het nummer in de VS een van de tien meest uitgevoerde nummers van de 20e eeuw.

## NPO Radio 2 Top 2000
| Nummer met noteringen in de NPO Radio 2 Top 2000 | '99  | '00  | '01  | '02 | '03  | '04  |
| ------------------------------------------------ | ---- | ---- | ---- | --- | ---- | ---- |
| Don't It Make My Brown Eyes Blue                 | 1361 | 1429 | 1825 | -   | 1920 | 1829 |

1. ↑  Een '-' betekent dat het nummer niet was genoteerd en een vetgedrukt getal geeft de hoogste notering aan.
2. ↑  Deze tabel is bijgewerkt tot en met de laatste editie (2024).